# Mariano Padilla y Ramos

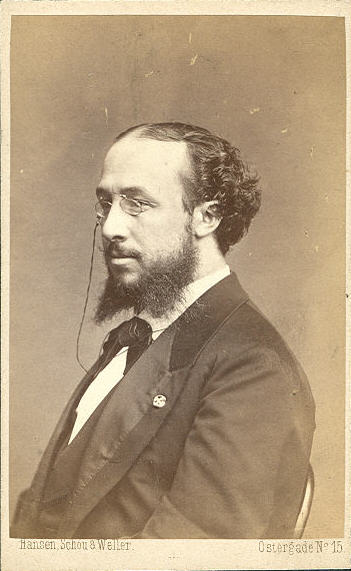
Mariano Padilla y Ramos

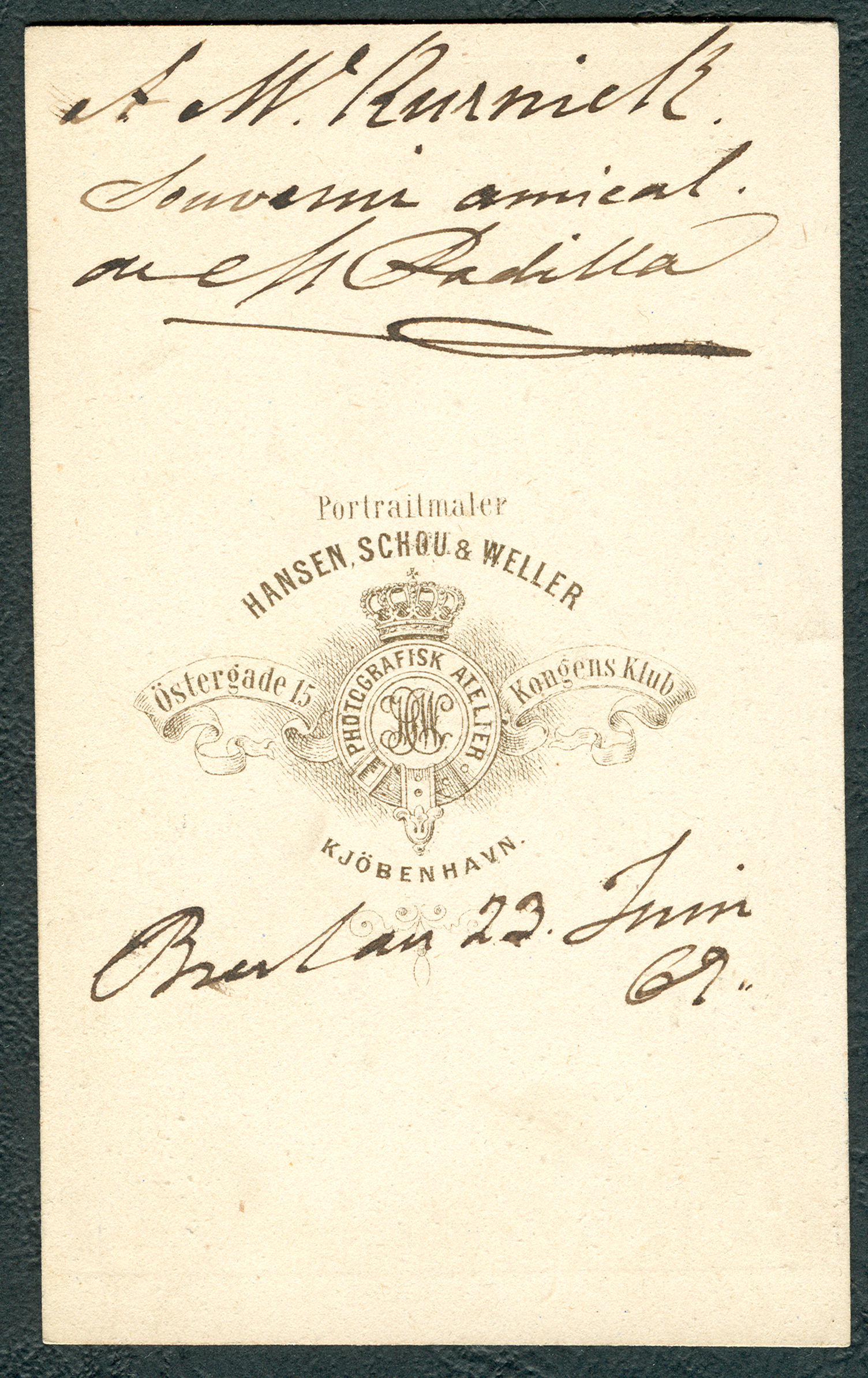
Signatur „...Padilla“, datiert „Breslau 23. Juni [18]69“

Mariano Padilla y Ramos (* 1842 in Murcia; † 1906 in Paris) war ein spanischer Opernsänger (Bariton).

## Leben
Padilla y Ramos debütierte als Bariton in Messina. Erinnerungswürdige Auftritte hatte er in Opernhäusern in Italien, Österreich, Deutschland und Russland.
Am 18. Mai 1867 sang er im Casino-Theater in Kopenhagen in der dänischen Erstaufführung von Verdis Un ballo in maschera den Renato. Sarolta de Bujanovis stand als Amelia auf der Bühne.
Padilla y Ramos verlobte sich im Januar 1869 mit der belgischen Sängerin und Verlobten des Komponisten Peter Tschaikowski, Désirée Artôt, und heiratete diese wenige Monate später am 15. September 1869 in Sèvres. Aus der Ehe ging die Tochter Lola Artôt de Padilla hervor, die ebenfalls Sängerin wurde.

## Schüler (Auswahl)
- Max Dawison